# Вспоминая Анну Франк
«Вспоминая Анну Франк» (англ. Anne Frank Remembered) — документальный фильм режиссёра Джона Блэра. Мировая премьера состоялась 31 августа 1995 года.

## Сюжет
Ранее не представленные широкой публике архивные записи и новые факты из биографии Анны Франк и её семьи, позволяющие по-новому взглянуть на жизнь обитателей убежища. В фильм включены интервью с людьми, лично знавшими семью Франк, редкие кадры хроники, трогательная встреча Мип Гиз с сыном Фрица Пфеффера. В исполнении актрис Гленн Клоуз и Джоэли Ричардсон звучат отрывки из дневника Анны.

## В ролях
- Кеннет Брана — рассказчик

## Номинации и награды[1]
CableACE Awards, 1995
- Номинации в категориях «лучший сценарий в документальном фильме» (Джон Блэр), «лучшая режиссура в документальном фильме» (Джон Блэр), «лучший монтаж в документальном фильме» (Кэрин Стайнингер)
- Приз за лучший документальный фильм (Джон Блэр)

Международный фестиваль документального кино в Амстердаме, 1995
- Wisselzak Trophy

Международный кинофестиваль в Чикаго, 1995
- Золотая премия за лучший документальный фильм

Международный кинофестиваль в Хэмптоне, 1995
- Премия жюри

Международные премии Эмми, 1995
- Премия за выдающийся документальный фильм

Премии BAFTA, 1996
- Номинация на Flaherty Documentary Award (Джон Блэр)

Премии Академии кинематографических наук и искусств, 1996
- «Оскар» за лучший документальный фильм[2]

Премии Национального общества кинокритиков (США), 1997
- Вторая премия за лучший документальный фильм (Джон Блэр)